# Lista siturilor arheologice din județul Brăila - C
Lista siturilor arheologice din județul Brăila - C conține toate siturile arheologice din județul Brăila înscrise în Repertoriul Arheologic Național (RAN) și aflate în localități al căror nume începe cu litera C. RAN este administrat de Ministerul Culturii și Patrimoniului Național și cuprinde date științifice, cartografice, topografice, imagini și planuri, precum și orice alte informații privitoare la zonele cu potențial arheologic, studiate sau nu, încă existente sau dispărute.
Puteți căuta un sit din localitățile care încep cu litera C folosind formularul de mai jos sau puteți naviga prin toate siturile din județ la Lista siturilor arheologice din județul Brăila.
| Cod RAN     | Denumire | Localitate                           | Adresă                     | Datare          | Descoperit | Coordonate | Imagine           | Erori            |
| ----------- | --- | ------------------------------------ | -------------------------- | --------------- | ---------- | ---------- | ----------------- | ---------------- |
| 43028.08.01 | Tumulul de la Cireșu -"Movila Furnicelu" / ansamblu anonim (Categorie: descoperire funerară) (Tip: Tumul)     | sat Cireșu, comuna Cireșu            | Movila Furnicelu           |                 |            |            | Încărcați imagine | Raportați eroare |
| 43028.07.01 | Tumulul de la Cireșu - "Movila Văcăreni" / ansamblu anonim (Categorie: descoperire funerară) (Tip: Tumul)     | sat Cireșu, comuna Cireșu            | Movila Văcăreni            |                 |            |            | Încărcați imagine | Raportați eroare |
| 43028.06.01 | Tumulul de la Cireșu -"Movila Olea Mică" / ansamblu anonim (Categorie: descoperire funerară) (Tip: Tumul)     | sat Cireșu, comuna Cireșu            | Movila Olea Mică           |                 |            |            | Încărcați imagine | Raportați eroare |
| 43028.05.01 | Tumulul de la Cireșu - "Movila Olea Mare" / ansamblu anonim (Categorie: descoperire funerară) (Tip: Tumul)    | sat Cireșu, comuna Cireșu            | Movila Olea Mare           |                 |            |            | Încărcați imagine | Raportați eroare |
| 43028.04.01 | Tumulul de la Cireșu - "Movila Cireșu Est" / ansamblu anonim (Categorie: descoperire funerară) (Tip: Tumul)   | sat Cireșu, comuna Cireșu            | Movila Cireșu Est          |                 |            |            | Încărcați imagine | Raportați eroare |
| 43028.03.01 | Tumulul de la Cireșu - "Movila 22/42,018" / ansamblu anonim (Categorie: descoperire funerară) (Tip: Tumul)    | sat Cireșu, comuna Cireșu            | Movila 22/42,018           |                 |            |            | Încărcați imagine | Raportați eroare |
| 43028.02.01 | Tumulul de la Cireșu - "Movila Cătaia" / ansamblu anonim (Categorie: descoperire funerară) (Tip: Tumul)       | sat Cireșu, comuna Cireșu            | Movila Cătaia              |                 |            |            | Încărcați imagine | Raportați eroare |
| 42977.01.01 | Tumulu de la Ciocile - "Movila Ciocile" / ansamblu anonim (Categorie: descoperire funerară) (Tip: Tumul)      | sat Ciocile, comuna Ciocile          | Movila Ciocile             |                 |            |            | Încărcați imagine | Raportați eroare |
| 43028.01.01 | Tumulul de la Cireșu - "Movila Cireșu" / ansamblu anonim (Categorie: descoperire funerară) (Tip: Tumul)       | sat Cireșu, comuna Cireșu            | Movila Cireșu              |                 |            |            | Încărcați imagine | Raportați eroare |
| 44088.03.01 | Tumulul de la Cuza Vodă - "Movila Teiușului" / ansamblu anonim (Categorie: descoperire funerară) (Tip: Tumul) | sat Cuza Vodă, comuna Stăncuța       | Movila Teiușului           |                 |            |            | Încărcați imagine | Raportați eroare |
| 44088.02.01 | Tumulul de la Cuza Vodă -"Movila Bălan" / ansamblu anonim (Categorie: descoperire funerară) (Tip: Tumul)      | sat Cuza Vodă, comuna Stăncuța       | Movila Bălan               |                 |            |            | Încărcați imagine | Raportați eroare |
| 44088.01.01 | Tumulul de la Cuza Vodă - "Movila Cuza Vodă" / ansamblu anonim (Categorie: descoperire funerară) (Tip: Tumul) | sat Cuza Vodă, comuna Stăncuța       | Movila Cuza Vodă           |                 |            |            | Încărcați imagine | Raportați eroare |
| 44275.01.01 | Tumulul de la Cazașu - "Movila Cazașu" / ansamblu anonim (Categorie: descoperire funerară) (Tip: Tumul)       | sat Cazasu, comuna Cazasu            | Movila Cazasu              |                 |            |            | Încărcați imagine | Raportați eroare |
| 43769.01.01 | / ansamblu anonim (Categorie: așezare)                                                                        | sat Constantinești, comuna Râmnicelu | La Canton/Casa Pădurarului |                 |            |            | Încărcați imagine | Raportați eroare |
| 43769.01.02 | / ansamblu anonim (Categorie: așezare)                                                                        | sat Constantinești, comuna Râmnicelu | La Canton/Casa Pădurarului | sec. XVII-XVIII |            |            | Încărcați imagine | Raportați eroare |